# Charles Coste (Politiker)
Charles Coste (* 24. Juli 1887 in Orgon; † 14. August 1976 ebenda) war ein französischer Politiker. Er war von 1946 bis 1948 Mitglied des Conseil de la République, dem heutigen Senat.
Coste entstammte einer Bauernfamilie und war nach Ende des Ersten Weltkriegs an der Entstehung von Gewerkschaften beteiligt. 1921 wurde er zum stellvertretenden Sekretär einer Bauerngewerkschaft im Département Tarn-et-Garonne. Im Zweiten Weltkrieg gehörten er und seine Söhne, von denen zwei ums Leben kamen, dem Widerstand an. 1945 wurde er zum Bürgermeister seiner Geburtsstadt Orgon. Im folgenden Jahr zog er für die Kommunistische Partei in den Conseil de la République ein. Nachdem er 1948 an der Wiederwahl gescheitert war, bewarb er sich 1955 erneut erfolglos um ein weiteres Mandat. Coste starb 1976.